# Le Compas
Le Compas település Franciaországban, Creuse megyében. Lakosainak száma 192 fő (2022. január 1.). Le Compas Auzances, Brousse, Bussière-Nouvelle, Les Mars, Rougnat és Sermur községekkel határos.

## Népesség
A település népességének változása:
| Lakosok száma | 332  | 235  | 216  | 232  | 214  | 219  | 212  | 194  | 194  | 192  |
|               | 1968 | 1982 | 1990 | 2006 | 2013 | 2015 | 2017 | 2019 | 2020 | 2022 |